# Atletika na Letních olympijských hrách 1988 – 100 metrů muži
 Běh na 100 metrů mužů na Letních olympijských hrách 1988 se uskutečnil ve dnech 23. a 24. září na stadionu Olympijském stadionu v Soulu. Jako první cílem ve finále proběhl kanadský sprinter Ben Johnson, neprošel však dopingovou kontrolou a byl diskvalifikován.  Zlatou medaili tak získal  Američan Carl Lewis, stříbro Brit Linford Christie a bronz Američan Calvin Smith.

## Výsledky finálového běhu
| *                | jméno            | země                   | čas   |
| ---------------- | ---------------- | ---------------------- | ----- |
| Zlatá medaile    | Carl Lewis       | Spojené státy americké | 9,92  |
| Stříbrná medaile | Linford Christie | Velká Británie         | 9,97  |
| Bronzová medaile | Calvin Smith     | Spojené státy americké | 9,99  |
| 4                | Dennis Mitchell  | Spojené státy americké | 10,04 |
| 5                | Robson da Silva  | Brazílie               | 10,11 |
| 6                | Desai Williams   | Kanada                 | 10,11 |
| 7                | Ray Stewart      | Jamajka                | 12,26 |
| DSQ              | Ben Johnson      | Kanada                 | 9,79  |